# Kasipaha
Kasipaha (Kašipaḥa) era una ciutat hitita situada a la Terra Alta al nord de l'Imperi, ocupada pels kashkes al segle xiv aC.
Va ser un dels teatres de la darrera campanya del rei hitita Subiluliuma I poc temps abans de la seva mort entre els anys 1325 aC i 1320 aC. Els textos conservats diuen que Subiluliuma, amb l'ajuda dels déus que eren davant seu al camp de batalla va matar en massa a les tropes enemigues.